# Frederik Bott
Frederik Bott (* 20. Januar 1992) ist ein deutscher Schauspieler.

## Leben
Frederik Bott wuchs in Münsingen auf der schwäbischen Alb auf. Er begann sein Schauspielstudium 2012 an der Staatlichen Hochschule für Musik und Darstellende Kunst Stuttgart, das er 2016 abschloss. 2014 hatte er sein Kinodebüt mit der Rolle des Soldaten Bauer in Oliver Hirschbiegels Kinofilm Elser – Er hätte die Welt verändert. Ebenfalls bereits während des Studiums spielte Bott unter anderem unter der Regie von Armin Petras am Staatstheater Stuttgart und hatte ein Engagement am Staatstheater Darmstadt. Ab der Spielzeit 2016/17 war er bis zum Ende der Spielzeit 2017/18 festes Ensemblemitglied des Staatstheaters Nürnberg.

## Filmografie
- 2014: Elser – Er hätte die Welt verändert
- 2015: Tatort: Auge um Auge
- 2016: Tatort: Am Ende geht man nackt
- 2017: Sankt Maik
- 2018: Kaisersturz
- 2018: SOKO Köln (Folge: Die Boule-Bande)
- 2018: Tatort: Damian
- 2019: Daheim in den Bergen – Liebesleid
- 2019: In aller Freundschaft (Folge: Weihnachtsmänner lügen nicht)
- seit 2019: Die Bestatterin (Fernsehreihe)
  - 2019: Die Bestatterin – Der Tod zahlt alle Schulden
  - 2021: Die Bestatterin – Die unbekannte Tote
  - 2023: Die Bestatterin – Zweieinhalb Tote
  - 2025: Die Bestatterin – Tote leben länger
- 2020: Und morgen die ganze Welt
- 2021: WaPo Bodensee (Folge: Hasardeure)
- 2022: SOKO Stuttgart (Folge: Blutiger Protest)
- 2023: SOKO Köln (Folge: Hallo, Fremder)
- 2023: In aller Freundschaft – Die jungen Ärzte (Folge: Umdenken)
- 2024: Hubert ohne Staller (Folge: Pizza Morte)